# Кейла-Йоа
Кейла-Йоа (эст. Keila-Joa), ранее Йоа (эст. Joa) — посёлок на севере Эстонии в волости Ляэне-Харью уезда Харьюмаа. До административной реформы местных самоуправлений Эстонии 2017 года посёлок входил в состав волости Кейла. 
Посёлок знаменит мызой Фалль и водопадом Кейла, по которому он получил своё название.

## География и описание
Посёлок Кейла-Йоа находится в 26 километрах к западу от Таллина. Через поселок протекает река Кейла, на которой находится водопад Кейла высотой 6 метров и небольшая гидроэлектростанция. Рядом с посёлком проходит шоссе Таллин—Раннамыйза—Клоогаранна.
Климат умеренный. Официальный язык — эстонский. Почтовый индекс — 76701. Высота над уровнем моря — 40 метров.

## Население
Согласно переписи населения 2021 года, в Кейла-Йоа насчитывалось 398 жителей, из них 288 (72,5 %) — эстонцы.
Численность населения посёлка Кейла-Йоа по данным переписей населения:
| Год  | 1959 | 1970  | 1979  | 1989  | 2000  | 2011  | 2021  |
| ---- | ---- | ----- | ----- | ----- | ----- | ----- | ----- |
| Чел. | 681  | ↘ 575 | ↗ 853 | ↗ 879 | ↘ 383 | ↗ 389 | ↗ 398 |

## История
Первые упоминания о Кейла-Йоа датируются 1555 годом, когда здесь находилась водяная мельница. В то время эта земля принадлежала ордену меченосцев, а в 1561 году перешла во владения Ревельскому замку. В XVII веке рядом с мельницей была возведена рыцарская мыза (имение) Фалль.
В 1928 году на месте старой водяной мельницы была построена гидроэлектростанция. В 1936 году был построен канал для добычи воды. В 1934 году в Кейла-Йоа началось строительство правительственных дач.
До 1977 года населённый пункт носил название поселение Йоа (эст. Joa asundus). В советское время в посёлке работали цех Таллинского производственного швейного объединения «Балтика», рыбная ферма колхоза «Маяк» и было пять дачных кооперативов. В зданиях мызы до 1990-х годов располагалась воинская часть.
В 1990 году дачи были проданы с аукциона. В 1999 году прекратила свою работу гидроэлектростанция. Её работа была возобновлена после реконструкции 9 мая 2006 года.
В 2010—2016 годах были проведены большие работы по восстановления мызного комплекса Кейла-Йоа.
В 2019 году из состава посёлка Кейла-Йоа была официально выделена деревня Меренука (эст. Merenuka).

## Галерея

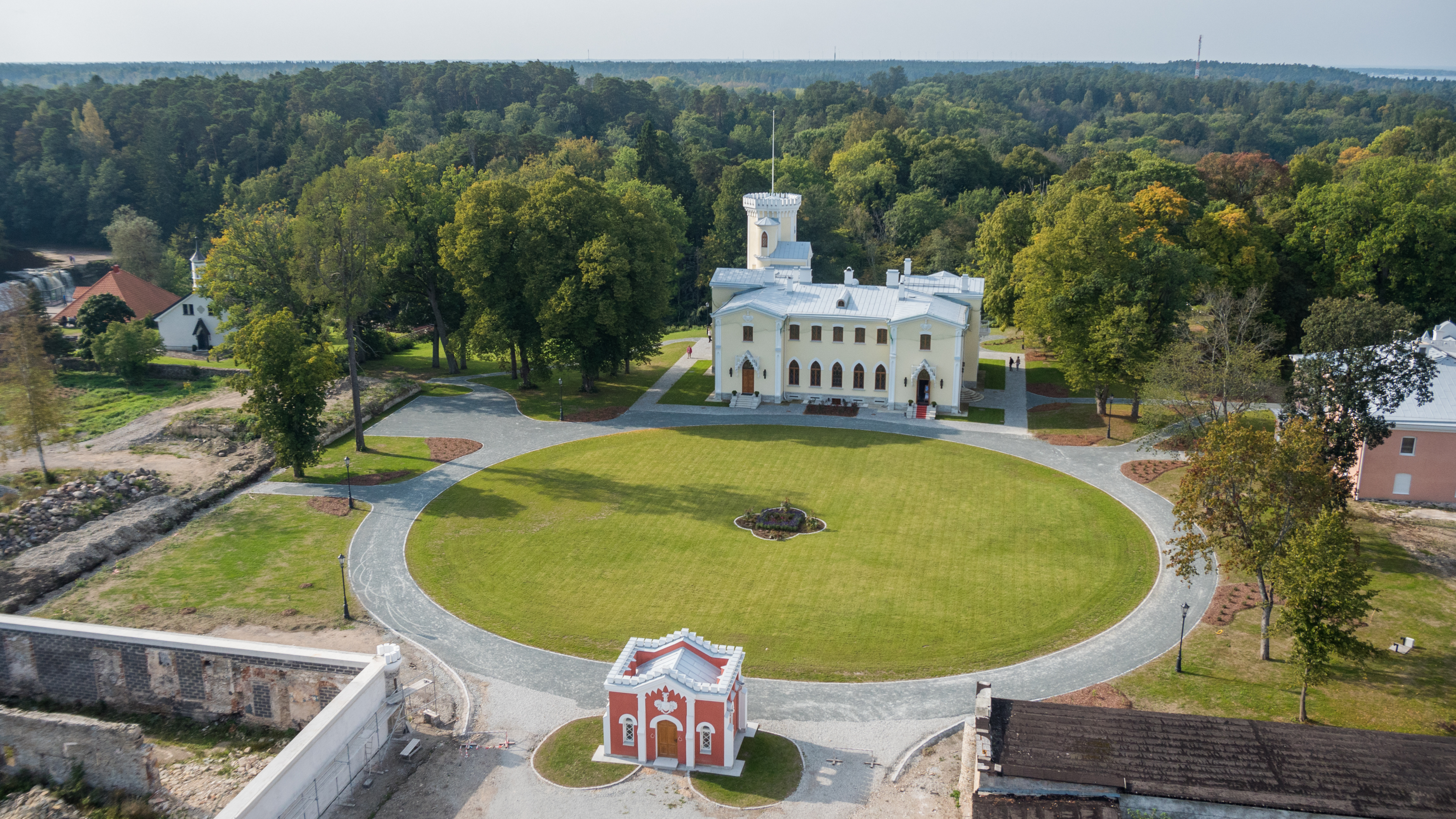
Мыза Фалль (Кейла-Йоа)
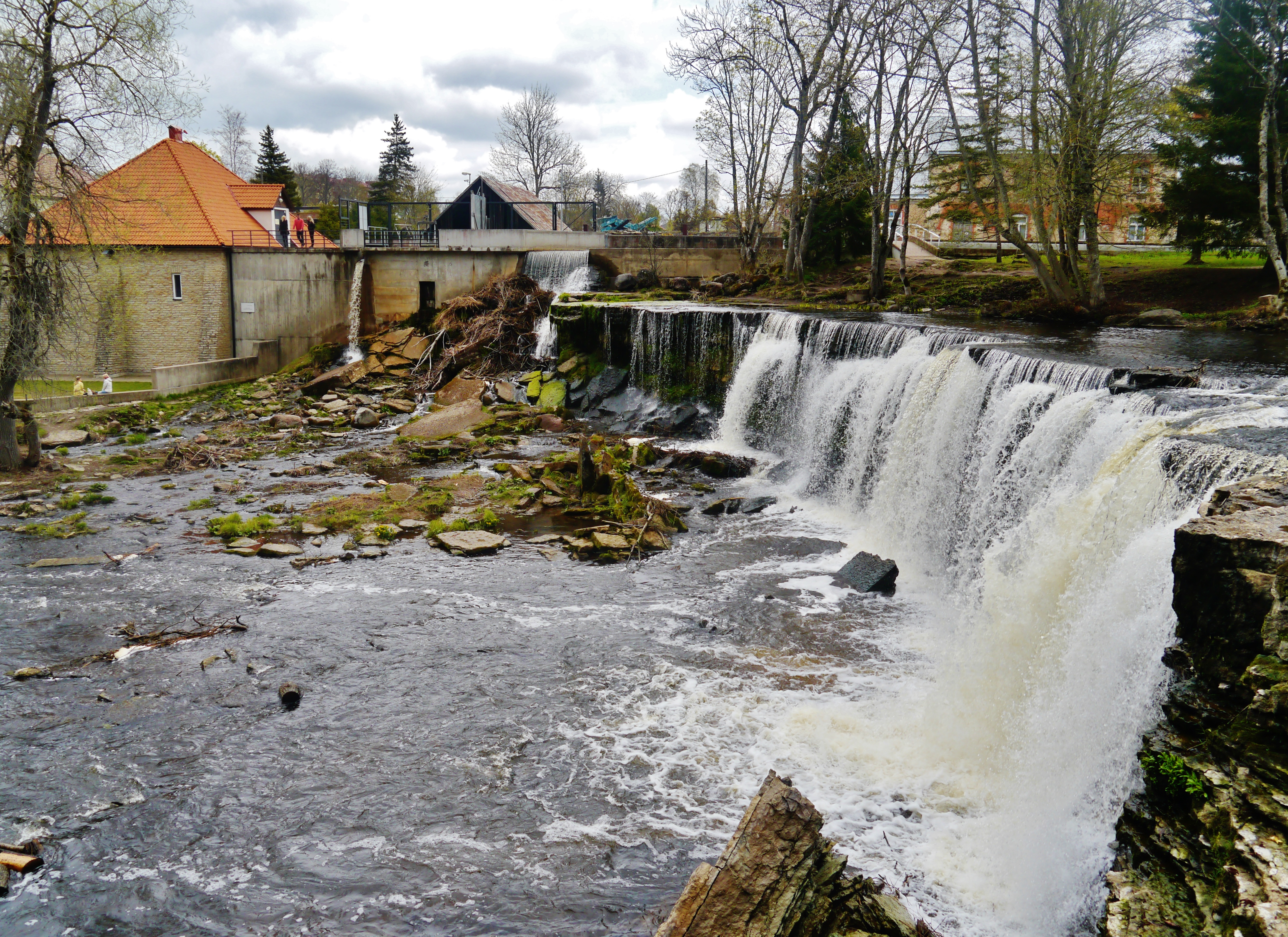
Водопад Кейла
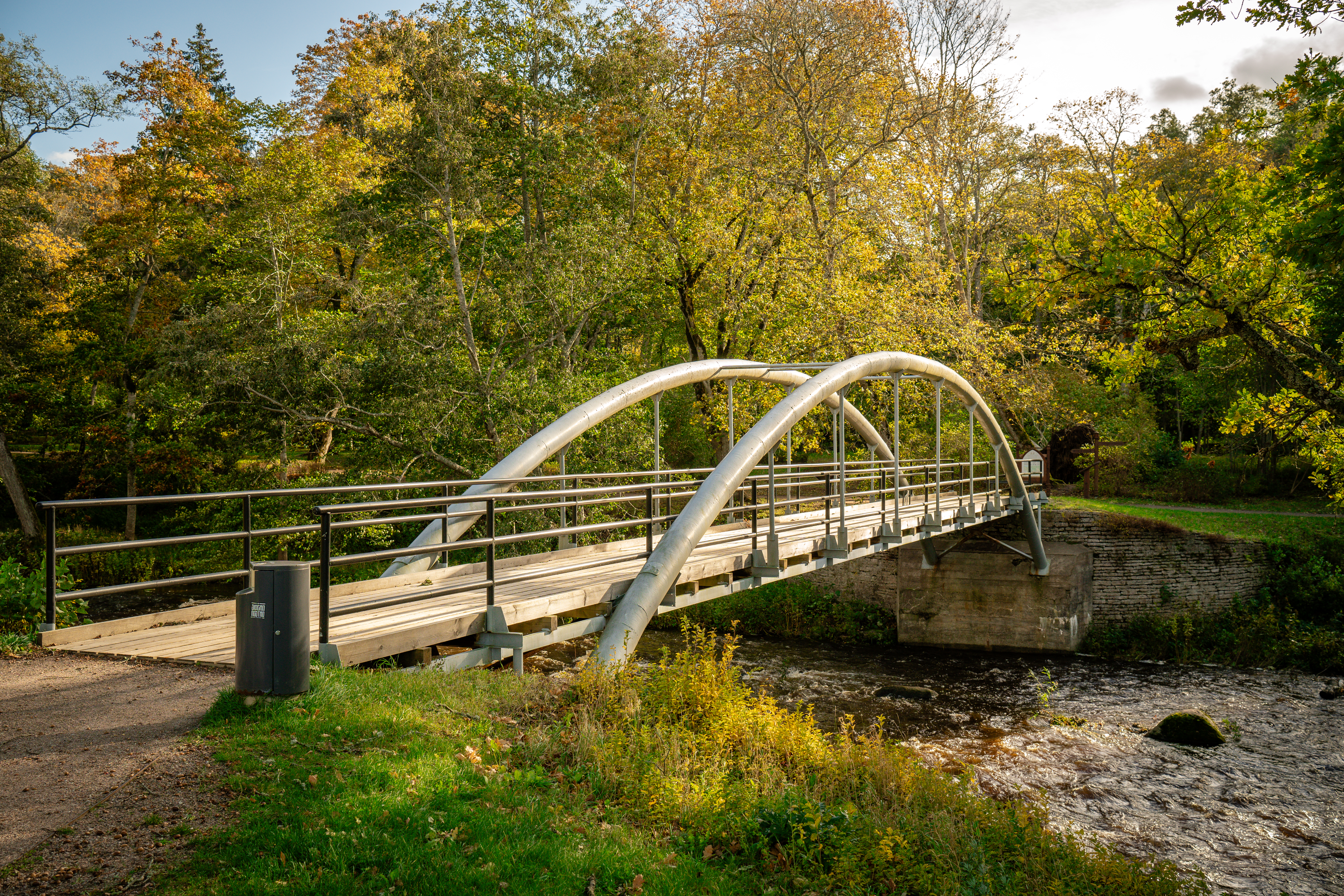
Мост через реку Кейла
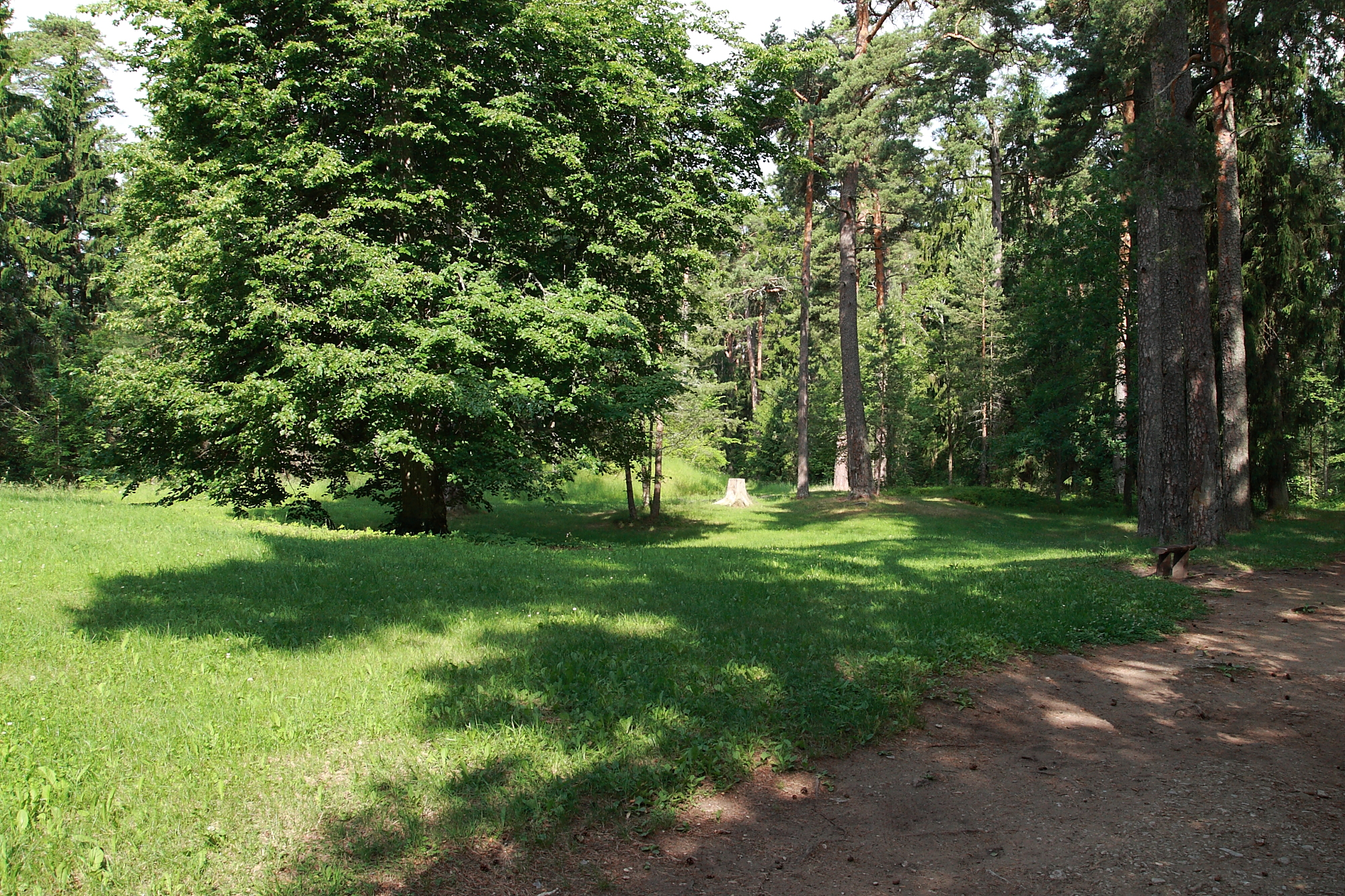
Мызный парк
- Bидео с дрона: Кейла-Йоа в 2022 году

## Комментарии
1. ↑  Эстонские топонимы, оканчивающиеся на -а, не склоняются и не имеют женского рода (исключение — Нарва)[8].